# Ferdynand Fryderyk Württemberg

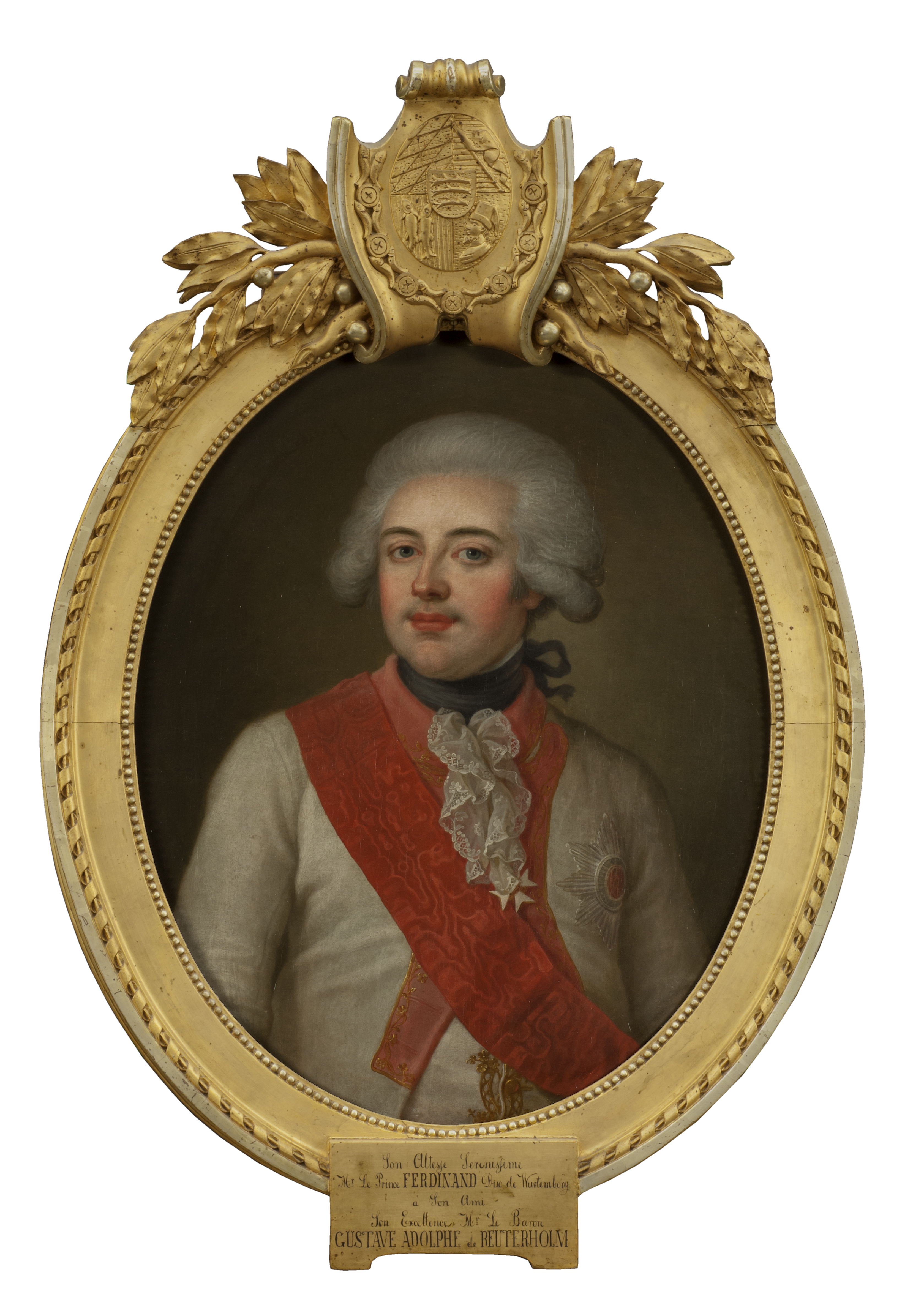
książę Ferdinand Fryderyk August Würtemberg - obraz olejny Ulriki Fredrica Pasch (koniec XVIII wieku)

Ferdinand Friedrich August von Württemberg (ur. 22 października 1763 w Treptow an der Rega; zm. 20 stycznia 1834 w Wiesbaden) – austriacki książę i generał uczestniczący w wojnach z Turcją i Francją, nominalny gubernator Galicji.
W wieku 18 lat jako podpułkownik wstąpił do armii austriackiej (1781). Jako generał-major w 1788 r., walczył pod Belgradem podczas wojny austriacko-tureckiej. W 1790 awansowany feldmarszałka porucznika. Podczas wojny pierwszej koalicji z Francją brał udział w walkach w Niderlandach dowodził  pod Neerwinden i zwycięskim oblężeniem Condé w 1793. W kampanii 1795 poprowadził swój korpus wojskowy przeciwko inwazji armii francuskiej pod dowództwem marszałka Jourdana na Renie i operował między Lahni zwycięstwo. Między 9 a 16 września stoczył kilka przegranych bitew pod Dünebach, Schlibusch, Buschdorf, Blankenberg, Uckeradt, Weyerbusch i Freylingen, co zmusiło go do pospiesznego odwrotu. Następnie uczestniczył w walkach nad Dolnym Renem  gdzie został awansowany na Feldzeugmeistera (1796), ale po tym, jak został pokonany przez Francuzów pod Altenkirchen w czerwcu, arcyksiążę Karol, książę cieszyński, usunął go od dowodzenia. Mimo to przejął organizację ochotniczego korpusu obrony Wiednia, przeniósł się do swojej kwatery głównej w Klosterneuburgu. Dwukrotnie w latach 1798-1799 i 1805 pełnił funkcję przedstawiciela wojskowego w Sankt Petersburgu. W 1805 awansowano go na feldmarszałka, ale pełnił funkcje dowódcy garnizonów w głębi kraju. Mianowany generalnym gubernatorem Galicji (26.05.1815 – 01.08.1815) - funkcji tej nigdy nie objął, w tym czasie zastępował go Franz von Hauer, Do 1820 pozostawał komendantem miejskim Wiednia; a następnie był  gubernatorem twierdzy w Moguncji (1829-1834).

## Odznaczony
- Krzyż Komandorski Orderu Marii Teresy (1793)
- Krzyż Wielki Orderu Marii Teresy
- Krzyż Wielki  Orderu Leopolda
- Wielki Krzyż Orderu Korony Wirtemberskiej
- wirtemberski Krzyż Wyróżnienia Order Zasługi Wojskowej
- Kawaler pruskiego Orderu Czarnego Orła

## Rodzina
Urodził się jako piąty syn księcia Wirtembergii Fryderyka II Eugeniusza i księżniczki Friederike von Brandenburg-Schwedt (1736-1798), siostrzenicy Fryderyka II Wielkiego. Jego najstarszy brat został królem Wirtembergii - Fryderykiem I, a młodszy książę Aleksander był generałem rosyjskim. Pierwszy raz ożenił się w 1795 z księżniczką Albertyną ze Schwarzburg-Sondershausen (1771-1829). Małżeństwo okazało się nieudane i w 1801 rozwiedli się. Po raz drugi ożenił się w 1817 z księżną Pauliną Kunigunde Waldburga z Metternich-Winneburg (1772 -1855) - starszą siostrą Klemensa von Metternicha. Dzieci nie mieli.